# Provincia di Anversa
La provincia di Anversa (in olandese Provincie Antwerpen, in fiammingo Provinsje Antwerpn, in francese Province d'Anvers) è una provincia delle Fiandre, una delle tre regioni del Belgio. Confina con i Paesi Bassi (Zelanda e Brabante Settentrionale) a nord e con le province belghe del Limburgo a est, del Brabante Fiammingo a sud e delle Fiandre Orientali a ovest. Il capoluogo è Anversa. Occupa una superficie di 2867 km² ed è suddivisa in tre distretti amministrativi (arrondissementen in olandese) che contengono 70 comuni. Con oltre 1,8 milioni di abitanti è la provincia più popolosa del Belgio.

## Comuni
| Arrondissement di Anversa: - Aartselaar - Anversa - Boechout - Boom - Borsbeek - Brasschaat - Brecht - Edegem - Essen - Hemiksem - Hove - Kalmthout - Kapellen - Kontich - Lint - Malle - Mortsel - Niel - Ranst - Rumst - Schelle - Schilde - Schoten - Stabroek - Wijnegem - Wommelgem - Wuustwezel - Zandhoven - Zoersel - Zwijndrecht | Arrondissement di Malines: - Berlaar - Bonheiden - Bornem - Duffel - Heist-op-den-Berg - Lier - Malines (Mechelen) - Nijlen - Putte - Puurs - Sint-Amands - Sint-Katelijne-Waver - Willebroek | Arrondissement di Turnhout: - Arendonk - Baarle-Hertog - Balen - Beerse - Dessel - Geel - Grobbendonk - Herentals - Herenthout - Herselt - Hoogstraten - Hulshout - Kasterlee - Laakdal - Lille - Meerhout - Merksplas - Mol - Olen - Oud-Turnhout - Ravels - Retie - Rijkevorsel - Turnhout - Vorselaar - Vosselaar - Westerlo |

## Particolarità
Baarle-Hertog è un'enclave in territorio olandese.